# Leave a Trace
Leave a Trace è un singolo del gruppo musicale britannico Chvrches, pubblicato il 15 luglio 2015 come primo estratto dal loro secondo album in studio Every Open Eye.

## Tracce
Testi e musiche dei Chvrches.
Download digitale
1. Leave a Trace – 3:57

Vinile 12"
1. Leave a Trace (Radio Edit) – 3:34
2. Leave a Trace (Album Version) – 3:57
3. Leave a Trace (Instrumental) – 3:57